# اردوشماروک
اردوشماروک (به مجاری: Erdősmárok) یک منطقهٔ مسکونی در مجارستان است که در ناحیه موهاچ واقع شده‌است.